# كويزي أبيض ناصع
كويزي أبيض ناصع (الاسم العلمي: Cantharellus nivosus) هو نوع من الفطريات يتبع جنس الكويزي من فصيلة الكويزية.